# Centre de prévention des dérives sectaires liées à l'Islam
Le Centre de prévention des dérives sectaires liées à l'Islam (CPDSI) est une association rattachée à la MIVILUDES et au CIPD pour participer aux recherches liées à la prévention et au traitement de l'embrigadement de l'Islam radical, de 2014 à 2016.

## Historique
À la suite de la publication de Désamorcer l'islam radical. Ces dérives sectaires qui défigurent l’islam, Dounia Bouzar a été contactée par de nombreuses familles dont les enfants ont été embrigadés pour partir en Syrie. Elle a créé avec d'autres experts l'association du Centre de prévention des dérives sectaires liées à l'Islam (CPDSI). Cette structure est rattachée à la MIVILUDES (dirigée par Serge Blisko) et au CIPD (dirigé par le préfet Pierre N'Gahane) pour participer aux recherches liées à la prévention et au traitement de l'embrigadement de l'Islam radical.
En 2015, le CPDSI est mandaté par le ministère de l'Intérieur comme EMI (équipe mobile d'intervention) en désembrigadement sur l'ensemble du territoire français. L'association est dotée de subventions publiques dès avril 2014.

## Critiques sur le CPDSI
La sénatrice centriste Nathalie Goulet, présidente de la commission d'enquête sur les réseaux djihadistes, demande en décembre 2015 « au ministère de l'Intérieur de lui fournir un bilan circonstancié des résultats du CPDSI. "Cette structure n'a pas de bureau et un très faible effectif, explique-t-elle, je souhaite juste comprendre comment on "déradicalise" dans de telles conditions ».
Pour Mohamed Sifaoui, « Dounia Bouzar raisonne en musulmane et refuse d'admettre que nous sommes dans le traitement d'une maladie de l'islam et non d'une dérive sectaire ». Un fonctionnaire cité par le JDD reproche également à Dounia Bouzar de s'intéresser principalement aux jeunes  Françaises.
Olivier Roy, professeur à l’Institut universitaire européen de Florence refuse la théorie du CPDSI sur l’emprise sectaire. Pour lui, c'« est un refus de comprendre, c’est nier à quelqu'un la raison de son action. Ces jeunes sont volontaires. Ce sont eux qui vont chercher sur des sites ».
Une inspection interministérielle audite en décembre 2015 le dispositif national de lutte contre la radicalisation. Elle s'inquiète des conflits d'intérêts entre le CPDSI et « Bouzar Expertises » qui  vend des prestations de formation à des collectivités susceptibles de travailler avec l'association. Le préfet Pierre N'Gahane déclare : « pour éviter les soupçons de conflits d'intérêts, nous ne renouvellerons pas sa mission de formation pour l'année 2016. Dounia Bouzar consacrera désormais exclusivement son action aux familles. ».
Des journalistes comparent le CPDSI à un centre de déradicalisation comme la maison de prévention pour les familles (MPF). Or, le CPDSI est une institution mandatée par circulaire ministérielle sur l’ensemble du territoire français et des DOM-TOM pour transmettre auprès des cellules anti-radicalité des préfectures la méthode de désembrigadement qu’elle a expérimentée. La MPF a été créée en septembre 2014 et dirigée par Sonia Imloul. Cette dernière était partisane d’une approche « cultuelle », à l'inverse de Dounia Bouzar. Elle faisait appel à des salafistes dits « quiétistes » pour remettre les jeunes dans le droit chemin. Le gouvernement n’a pas renouvelé le contrat du MPF en novembre 2015 justifiant cela par l’absence de résultats tangibles autres que ceux, invérifiables, annoncés par l’intéressée. 
Il est également indiqué que « L’absence d’évaluation scientifique de son travail, hors de tout cadre académique, est aussi régulièrement dénoncée. »
La jeune Léa (prénom modifié), suivie par le CPDSI après avoir projeté un attentat-suicide contre une synagogue de Lyon à l'été 2014 est montrée en exemple par la CSPDI pour sa réinsertion. Elle est cependant de nouveau emprisonnée en janvier 2016 après avoir renoué avec les jihadistes. Dounia Bouzar dit avoir demandé quelques mois plus tôt qu'elle soit admise dans un centre éducatif fermé « pour qu'elle ait un rappel à la loi, et qu'elle n'ait plus du tout moyen d'avoir internet », mais que la Justice aurait refusé sa demande.

## Désaccord avec le gouvernement sur la déchéance de nationalité
Le 11 février 2016, Dounia Bouzar, en sa qualité de Directrice du CPDSI, émet un communiqué de Presse qui précise qu'elle n'accepte pas de renouveler son mandat d'Équipe Mobile d'Intervention, pour une seconde année, en réaction au maintien du projet de constitutionnalisation de la déchéance de nationalité. Elle y écrit notamment : « Va-t-on recommencer à relier l’origine ethnique des individus au processus de radicalisation ? Va- t-on réellement assister dans les prochains mois à une essentialisation de l’islam faisant de chaque musulman un potentiel terroriste et laissant passer au travers des dispositifs tous les autres ? Nous ne pouvons partager un postulat que nous combattons depuis 15 ans. C’est pour lutter contre l’amalgame entre musulmans et radicaux que nous avions conçu les indicateurs d’alerte, qui reposent sur des comportements de rupture et non pas sur la pratique ou l’apparence religieuse. L’amalgame renforce toujours les radicaux. »
Cette annonce avait déjà été émise au travers d'une tribune de Dounia Bouzar dans le journal Le Monde.
Dounia Bouzar déclare que le CPDSI terminera sa mission actuelle, jusqu'à fin avril 2016, avec sérieux et professionnalisme, pour finir de transmettre méthode et postures professionnelles aux préfectures[réf. souhaitée].

## Premières pistes du Gouvernement après la démission de Dounia Bouzar et du CPDSI à partir d'avril 2016
Le ministère de l'Intérieur a annoncé que l'appel d'offre refusé par le CPDSI sera certainement à nouveau soumis à candidatures. «Quant aux pouvoirs publics, ils pourraient lancer un appel d’offres pour trouver de nouveaux intervenants. "Quand on a commencé à s’intéresser au problème il y a deux ans, il n’y avait que Dounia Bouzar, et nous lui en sommes reconnaissants. Aujourd’hui, les acteurs sont bien plus nombreux", note-t-on au ministère de l’Intérieur.»